# Gabriel Yared
Gabriel Yared, arab. جبرائيل يارد (ur. 7 października 1949) – libański kompozytor najlepiej znany z tworzenia muzyki filmowej do francuskich i amerykańskich filmów.
Zasiadał w jury konkursu głównego na 70. MFF w Cannes (2017).

## Filmografia
- 2020: Życie przed sobą – muzyka
- 2009: Amelia Earhart (Amelia Earhart) – muzyka
- 2008: Zmartwychwstanie Adama (Adam Resurrected) – muzyka
- 2008: Zanim przeklną nas dzieci (Nos enfants nous accuseront) – muzyka
- 2007: 1408 – muzyka
- 2006: Rozstania i powroty (Breaking and Entering) – muzyka (z zespołem Underworld)
- 2006: Życie na podsłuchu (Das Leben der Anderen) – muzyka
- 2004: Troja (Troy) – kompozytor i dyrygent (muzyka nie przyjęta do filmu)
- 2004: Zatańcz ze mną (Shall We Dance?) – muzyka
- 2003: Sylvia – kompozytor
- 2003: Wzgórze nadziei (Cold Mountain) – kompozytor i dyrygent
- 2003: Bon Voyage – muzyka
- 2002: Opętanie (Possession) – kompozytor i dyrygent
- 2000: Układ prawie idealny (The Next Best Thing) – muzyka, dyrygent
- 2000: Miłość w Nowym Jorku (Autumn in New York) – kompozytor i dyrygent
- 1999: Utalentowany pan Ripley (The Talented Mr. Ripley) – muzyka i piosenki
- 1999: List w butelce (Message in a Bottle) – muzyka
- 1998: Miasto Aniołów (City of Angels) – muzyka
- 1996: Angielski pacjent (The English Patient) – muzyka
- 1992: Kochanek (L'Amant) – muzyka
- 1988: Czysty i trzeźwy (Clean and Sober) – muzyka
- 1988: Camille Claudel – muzyka
- 1988: Gandahar – muzyka
- 1987: Zmącone śledztwo (Agent trouble) – muzyka
- 1986: Betty Blue – muzyka

## Nagrody
- Oscar za najlepszą muzykę filmową:
  - 1996 – Angielski pacjent
  - 1999 – Utalentowany pan Ripley (nominacja)
  - 2003 – Wzgórze nadziei (nominacja)
- Złoty Glob za najlepszą muzykę:
  - Złote Globy 1996 – Angielski pacjent
  - Złote Globy 1999 – Utalentowany pan Ripley (nominacja)
  - Złote Globy 2003 – Wzgórze nadziei (nominacja)
- BAFTA – Nagroda im. Anthony’ego Asquitha za najlepszą muzykę filmową:
  - Nagrody BAFTA 1996 – Angielski pacjent
  - Nagrody BAFTA 1999 – Utalentowany pan Ripley (nominacja)
  - Nagrody BAFTA 2003 – Wzgórze nadziei
- Europejska Nagroda Filmowa – Najlepszy europejski kompozytor roku:
  - Europejskie Nagrody Filmowe 2006 – Życie na podsłuchu (nominacja)
- César za najlepszą muzykę filmową:
  - 1987 – Betty Blue (nominacja)
  - 1988 – Zmącone śledztwo (nominacja)
  - 1989 – Camille Claudel (nominacja)
  - 1993 – Kochanek
  - 2004 – Bon Voyage (nominacja)
  - 2007 – Azur i Asmar (nominacja)
- Międzynarodowa Akademia Prasowa – Najlepsza muzyka:
  - 1997 – Angielski pacjent
  - 1999 – Miasto Aniołów (nominacja)
  - 2004 – Wzgórze nadziei (nominacja)
  - 2006 – Życie na podsłuchu (nominacja)